# فرودگاه باتا
فرودگاه باتا (به انگلیسی: Bata Airport) یک فرودگاه همگانی با کد یاتا BSG است که یک باند فرود ۲۵۱۱ دارد و طول باند آن ۶۵۹۷ متر است. این فرودگاه در شهر باتا کشور گینه استوایی قرار دارد و در ارتفاع ۳۶ متری از سطح دریا واقع شده‌است.

## شرکت‌های هواپیمایی و مقصدهای پروازی
| شرکت‌های هواپیمایی          | مقصدهای پروازی                   |
| -------------------------- | -------------------------------- |
| CEIBA Intercontinental     | Annobón، دوالا، لیبرویله، مالابو |
| Cronos Airlines            | کژیون، دوالا، مالابو             |
| Guinea Ecuatorial Airlines | مالابو                           |